# Додь, Феодосий Леонтьевич
Феодосий Леонтьевич Додь (4 января 1914, село Подлипки Волынской губернии — 2 ноября 1964) — украинский советский партийный деятель, депутат Верховного Совета СССР 2-4-го созывов. Член Ревизионной Комиссии КПУ в 1952—1954 годах. Кандидат в члены ЦК КПУ в 1954—1956 годах.

## Биография
В революционную борьбу включился в 1931 году, тогда же был арестован польскими властями, около года пробыл в следственной тюрьме. В 1933 году вступил в Коммунистический союз молодёжи Западной Украины (КСМЗУ), того же года стал секретарем Радзивилловского райкома КСМЗУ Волынского воеводства. С декабря 1933 года — инструктор, с апреля 1934 года — секретарь Львовского окружкома КСМЗУ.
С 1934 года был членом Коммунистической партии Западной Украины (КПЗУ). С апреля 1935 года — секретарь Дрогобычско-Бориславского окружкома КСМЗУ, впоследствии Холмского окружкома КСМЗУ.
В начале 1936 года арестован польскими властями и после полуторагодичного пребывания в следственной тюрьме 17 июля 1937 года осужден на 12 лет заключения. В сентябре 1939 года вышел из тюрьмы, стал председателем Радзивиловского временного волостного комитета. В 1939 году избирался депутатом народного собрания Западной Украины.
С января 1940 до июня 1941 года — заместитель председателя исполнительного комитета Красноармейского (Радзивиловского) районного Совета депутатов трудящихся и председатель районной плановой комиссии.
С июня 1941 года эвакуировался в тыл, работал инспектором по штатам Новгород-Северского районного финансового отдела в Черниговской области, в каучук-совхозе Наркомата резиновой промышленности СССР в Южно-Казахстанской области, делопроизводителем Южно-Казахстанского областного военкомата в городе Чимкенте.
С 1944 до июня 1945 года — заместитель председателя исполнительного комитета Красноармейского районного Совета депутатов трудящихся Ровенской области. В июне 1945 — 1946 г. — председатель исполнительного комитета Красноармейского районного Совета депутатов трудящихся Ровненской области.
В 1946 году стал членом ВКП(б).
В 1946 — 1948 гг. учился в Высшей партийной школе при ЦК КПУ. В сентябре 1948 — декабре 1949 г. — председатель исполнительного комитета Ровенского городского Совета депутатов трудящихся.
В 1949 — 1955 гг. — председателя исполнительного комитета Ровенского областного Совета депутатов трудящихся. В 1956 — 1962 гг. — заместитель председателя исполнительного комитета Волынского областного Совета депутатов трудящихся.

## Награды
- орден Трудового Красного Знамени
- медали

## Ссылка
- (рус.)Справочник по истории Коммунистической партии и Советского Союза 1898—1991